# Historique des indicatifs régionaux de l'Arkansas
Cet article décrit les étapes de l'introduction des indicatifs régionaux du Plan de numérotation nord-américain dans l'État de l'Arkansas aux États-Unis.

## Historique
De 1947 (date de l'implantation du Plan de numérotation nord-américain) au 14 avril 1997, l'indicatif 501 couvrait tout l'État de l'Arkansas. Cet indicatif est l'un des indicatifs originaux du Plan de numérotation nord-américain. 
Le 14 avril 1997, une première scission de l'indicatif 501 a créé l'indicatif 870 qui couvre le centre-nord, le nord-est, l'est et le sud de l'Arkansas.
Plus tard, une seconde scission de l'indicatif 501 a créé l'indicatif 479 qui couvre le nord-ouest de l'État.
Lorsque les numéros de téléphone commenceront à manquer dans l'indicatif 870, l'indicatif 327 sera ajouté par chevauchement sur l'indicatif 870 pour fournir de nouveaux numéros de téléphone dans cette région.